# Arsenal Women Football Club 2018-2019
Questa voce raccoglie le informazioni riguardanti l'Arsenal Women Football Club nelle competizioni ufficiali della stagione 2018-2019.

## Stagione
Il campionato di FA Women's Super League è stato concluso al primo posto con 54 punti conquistati, frutto di 18 vittorie e 2 sconfitte, vincendo il campionato inglese per la quindicesima volta e dopo sette anni, e qualificandosi alla UEFA Women's Champions League. Nel corso del campionato l'Arsenal ha segnato almeno tre reti in 15 partite su 20, non subito reti in 12 partite e Vivianne Miedema ha realizzato 22 reti, capocannoniere del torneo. Nel corso della stagione Emma Mitchell e Leah Williamson hanno disputato la loro centesima partita con la maglia delle Gunners.
In FA Women's Cup la squadra, che è partita dal quarto turno, è stata eliminata già al quinto turno dopo aver perso contro il Chelsea per 0-3. In FA Women's League Cup la squadra aveva raggiunto la finale, venendo, però, sconfitta dal Manchester City dopo i tiri di rigore.

## Maglie e sponsor
Le tenute di gioco solo le stesse adottate dall'Arsenal maschile; è stato confermato adidas come sponsor tecnico, così come lo sponsor ufficiale Fly Emirates.
| Casa | Trasferta | Terza divisa |

## Rosa
| N. |                        | Ruolo | Calciatrice           |
| -- | ---------------------- | ----- | --------------------- |
| 1  | Austria (bandiera)     | P     | Sari van Veenendaal   |
| 2  | Danimarca (bandiera)   | C     | Katrine Veje          |
| 3  | Scozia (bandiera)      | D     | Emma Mitchell         |
| 4  | Danimarca (bandiera)   | D     | Janni Arnth Jensen    |
| 6  | Inghilterra (bandiera) | D     | Leah Williamson       |
| 7  | Paesi Bassi (bandiera) | C     | Daniëlle van de Donk  |
| 8  | Inghilterra (bandiera) | C     | Jordan Nobbs          |
| 9  | Inghilterra (bandiera) | A     | Danielle Carter       |
| 10 | Scozia (bandiera)      | C     | Kim Little (capitano) |
| 11 | Paesi Bassi (bandiera) | A     | Vivianne Miedema      |
| 12 | Svezia (bandiera)      | D     | Jessica Samuelsson    |
| 15 | Irlanda (bandiera)     | A     | Katie McCabe          |
| 16 | Irlanda (bandiera)     | D     | Louise Quinn          |
| 17 | Scozia (bandiera)      | A     | Lisa Evans            |

| N. |                        | Ruolo | Calciatrice            |
| -- | ---------------------- | ----- | ---------------------- |
| 18 | Francia (bandiera)     | P     | Pauline Peyraud-Magnin |
| 19 | Svizzera (bandiera)    | C     | Lia Wälti              |
| 20 | Paesi Bassi (bandiera) | C     | Dominique Bloodworth   |
| 21 | Germania (bandiera)    | D     | Tabea Kemme            |
| 22 | Austria (bandiera)     | D     | Viktoria Schnaderbeck  |
| 23 | Inghilterra (bandiera) | A     | Bethany Mead           |
| 24 | Inghilterra (bandiera) | C     | Ava Kuyken             |
| 27 | Inghilterra (bandiera) | C     | Ruby Grant             |
| 28 | Inghilterra (bandiera) | A     | Paige Bailey-Gayle     |
| 29 | Inghilterra (bandiera) | A     | Amelia Hazard          |
| 30 | Inghilterra (bandiera) | C     | Melisa Filis           |
| 31 | Inghilterra (bandiera) | C     | Hannah Dawbarn         |
| 32 | Inghilterra (bandiera) | A     | Lachante Paul          |
| 33 | Portogallo (bandiera)  | C     | Ana Albuquerque        |

## Calciomercato

### Sessione estiva
| Acquisti | Acquisti               | Acquisti        | Acquisti |
| R.       | Nome                   | da              | Modalità |
| -------- | ---------------------- | --------------- | -------- |
| P        | Pauline Peyraud-Magnin | Olympique Lione | [ 9 ]    |
| D        | Tabea Kemme            | Turbine Potsdam | [ 10 ]   |
| D        | Viktoria Schnaderbeck  | Bayern Monaco   | [ 11 ]   |
| C        | Lia Wälti              | Turbine Potsdam | [ 12 ]   |

| Cessioni | Cessioni          | Cessioni               | Cessioni |
| R.       | Nome              | a                      | Modalità |
| -------- | ----------------- | ---------------------- | -------- |
| P        | Anna Moorhouse    | West Ham               | [ 13 ]   |
| D        | Josephine Henning |                        | ritirata |
| D        | Alex Scott        |                        | ritirata |
| C        | Heather O'Reilly  | North Carolina Courage | [ 16 ]   |
| C        | Lauren James      | Manchester United      | [ 17 ]   |

### Sessione invernale
| Acquisti | Acquisti           | Acquisti    | Acquisti |
| R.       | Nome               | da          | Modalità |
| -------- | ------------------ | ----------- | -------- |
| D        | Janni Arnth Jensen | Linköping   | [ 18 ]   |
| C        | Katrine Veje       | Montpellier | [ 19 ]   |

| Cessioni | Cessioni           | Cessioni  | Cessioni |
| R.       | Nome               | a         | Modalità |
| -------- | ------------------ | --------- | -------- |
| D        | Jessica Samuelsson | Rosengård | [ 20 ]   |

## Risultati

### FA Women's Super League

#### Girone di andata
| Arbitro: | Richardson |

|                                           |           |  |
| Miedema 6’, 39’, 89’ Evans 14’ Little 35’ | Marcatori |  |

| Arbitro: | Jackson |

|  |           |                                                                         |
|  | Marcatori | 5’, 76’ Nobbs 20’ Mead 52’ McCabe 54’ Miedema 80’ Bloodworth 89’ Little |

| Arbitro: | Howard |

|                                      |           |                                |
| Van de Donk 12’, 41’, 62’ Little 73’ | Marcatori | 9’, 17’ Longhurst 86’ Rafferty |

| 30 settembre 2018 4ª giornata |  | – Turno di riposo |  |  |

| Arbitro: | Purkiss |

|  |           |                                                   |
|  | Marcatori | 21’ (rig.) Little 38’, 57’ Miedema 52’, 68’ Nobbs |

| Arbitro: | Marriott |

|  |           |                        |
|  | Marcatori | 66’ Little 82’ Miedema |

| Arbitro: | Lamport |

|  |           |                                            |
|  | Marcatori | 13’ Nobbs 41’, 88’ Miedema 90’ Van de Donk |

| Arbitro: | Welch |

|                                       |           |            |
| Nobbs 59’, 90’ Van de Donk 67’ (rig.) | Marcatori | 60’ Follis |

| Arbitro: | Oliver |

|  |           |                                            |
|  | Marcatori | 44’ Van de Donk 49’ Nobbs 50’, 66’ Miedema |

| Arbitro: | Whitton |

|                                                     |           |            |
| Miedema 24’ Bloodworth 33’ Van de Donk 39’ Mead 80’ | Marcatori | 9’ Umotong |

| Arbitro: | Marriott |

|                  |           |  |
| Stanway 18’, 64’ | Marcatori |  |

#### Girone di ritorno
| 9 dicembre 2018 12ª giornata |  | – Turno di riposo |  |  |

| Arbitro: | Finnie |

|               |           |                                                      |
| Ross 11’, 43’ | Marcatori | 26’ Williamson 32’ Arnth Jensen 59’, 65’ Van de Donk |

| Arbitro: | Welch |

|             |           |                   |
| Miedema 80’ | Marcatori | 26’, 63’ Cuthbert |

| High Wycombe 27 gennaio 2019, ore 12:30 UTC+0 15ª giornata                  | Reading   | 0 – 3 referto                             | Arsenal | Adams Park |
| \| \| \| \| \| \| Marcatori \| 2’ Miedema 80’ (rig.) Little 90+4’ McCabe \| |           |                                           |         |            |
|                                                                             |           |                                           |         |            |
|                                                                             | Marcatori | 2’ Miedema 80’ (rig.) Little 90+4’ McCabe |         |            |

| Arbitro: | Welch |

|                          |           |                                                     |
| Sweetman-Kirk 76’ (rig.) | Marcatori | 20’ Little 22’, 65’ Mead 67’ Bloodworth 85’ Miedema |

| Borehamwood 20 febbraio 2019, ore 19:30 UTC+0 17ª giornata        | Arsenal   | 3 – 0 referto | Yeovil Town | Meadow Park |
| \| \| \| \| \| Little 59’, 73’ (rig.) Mead 72’ \| Marcatori \| \| |           |               |             |             |
|                                                                   |           |               |             |             |
| Little 59’, 73’ (rig.) Mead 72’                                   | Marcatori |               |             |             |

| Arbitro: | Whitton |

|                                  |           |  |
| Miedema 11’, 59’, 78’ McCabe 76’ | Marcatori |  |

| Arbitro: | Welsh |

|  |           |            |
|  | Marcatori | 79’ McCabe |

| Arbitro: | Pearson |

|                      |           |                  |
| Quinn 5’ Miedema 28’ | Marcatori | 61’ Boye-Hlorkah |

| Arbitro: | Oliver |

|  |           |                                                |
|  | Marcatori | 6’ Miedema 31’ McCabe 69’ Mead 75’ Van de Donk |

| Borehamwood 11 maggio 2019, ore 12:30 UTC+1 22ª giornata | Arsenal   | 1 – 0 referto | Manchester City | Meadow Park |
| \| \| \| \| \| Mitchell 88’ \| Marcatori \| \|           |           |               |                 |             |
|                                                          |           |               |                 |             |
| Mitchell 88’                                             | Marcatori |               |                 |             |

## Statistiche

### Statistiche di squadra
| Competizione            | Punti | In casa | In casa | In casa | In casa | In casa | In casa | In trasferta | In trasferta | In trasferta | In trasferta | In trasferta | In trasferta | Totale | Totale | Totale | Totale | Totale | Totale | DR  |
| Competizione            | Punti | G       | V       | N       | P       | Gf      | Gs      | G            | V            | N            | P            | Gf           | Gs           | G      | V      | N      | P      | Gf     | Gs     | DR  |
| ----------------------- | ----- | ------- | ------- | ------- | ------- | ------- | ------- | ------------ | ------------ | ------------ | ------------ | ------------ | ------------ | ------ | ------ | ------ | ------ | ------ | ------ | --- |
| FA Women's Super League | 54    | 10      | 9       | 0       | 1       | 33      | 8       | 10           | 9            | 0            | 1            | 37           | 5            | 20     | 18     | 0      | 2      | 70     | 13     | +57 |
| FA Women's Cup          | -     | 0       | 0       | 0       | 0       | 0       | 0       | 2            | 1            | 0            | 1            | 4            | 3            | 2      | 1      | 0      | 1      | 4      | 3      | +1  |
| FA Women's League Cup   | -     | 4       | 4       | 0       | 0       | 12      | 3       | 2            | 2            | 0            | 0            | 12           | 1            | 7      | 6      | 1      | 0      | 24     | 4      | +20 |
| Totale                  | -     | 14      | 13      | 0       | 1       | 45      | 11      | 14           | 12           | 0            | 2            | 53           | 9            | 29     | 25     | 1      | 3      | 98     | 20     | +78 |

### Andamento in campionato
| Giornata  | 1 | 2 | 3 | 4 | 5 | 6 | 7 | 8 | 9 | 10 | 11 | 12 | 13 | 14 | 15 | 16 | 17 | 18 | 19 | 20 | 21 | 22 |
| --------- | - | - | - | - | - | - | - | - | - | -- | -- | -- | -- | -- | -- | -- | -- | -- | -- | -- | -- | -- |
| Luogo     | C | T | C | R | T | C | T | C | T | C  | T  | R  | T  | C  | T  | T  | C  | C  | T  | C  | T  | C  |
| Risultato | V | V | V | - | V | V | V | V | V | V  | P  | -  | V  | P  | V  | V  | V  | V  | V  | V  | V  | V  |
| Posizione | 1 | 1 | 1 | 1 | 1 | 1 | 1 | 1 | 1 | 1  | 1  | 1  | 1  | 1  | 1  | 1  | 1  | 1  | 1  | 1  | 1  | 1  |

Legenda:

Luogo: C = Casa; T = Trasferta. Risultato: V = Vittoria; N = Pareggio; P = Sconfitta.

### Statistiche delle giocatrici
| Giocatore         | FA Women's Super League | FA Women's Super League | FA Women's Super League | FA Women's Super League | FA Women's Cup | FA Women's Cup | FA Women's Cup | FA Women's Cup | FA Women's League Cup | FA Women's League Cup | FA Women's League Cup | FA Women's League Cup | Totale   | Totale | Totale      | Totale     |
| Giocatore         | Presenze                | Reti                    | Ammonizioni             | Espulsioni              | Presenze       | Reti           | Ammonizioni    | Espulsioni     | Presenze              | Reti                  | Ammonizioni           | Espulsioni            | Presenze | Reti   | Ammonizioni | Espulsioni |
| ----------------- | ----------------------- | ----------------------- | ----------------------- | ----------------------- | -------------- | -------------- | -------------- | -------------- | --------------------- | --------------------- | --------------------- | --------------------- | -------- | ------ | ----------- | ---------- |
| A. Albuquerque    | 0                       | 0                       | 0                       | 0                       | ?              | -              | -              | -              | 1                     | 0                     | 0                     | 0                     | 1+       | 0      | 0           | 0          |
| J. Arnth Jensen   | 6                       | 1                       | 0                       | 0                       | ?              | -              | -              | -              | 3                     | 0                     | 0                     | 0                     | 9+       | 1      | 0           | 0          |
| P. Bailey-Gayle   | 3                       | 0                       | 0                       | 0                       | ?              | -              | -              | -              | 1                     | 0                     | 0                     | 0                     | 4+       | 0      | 0           | 0          |
| D. Bloodworth     | 19                      | 3                       | 0                       | 0                       | ?              | -              | -              | -              | 5                     | 0                     | 0                     | 0                     | 24+      | 3      | 0           | 0          |
| D. Carter         | 6                       | 0                       | 0                       | 0                       | ?              | -              | -              | -              | -                     | -                     | -                     | -                     | 6+       | 0      | 0           | 0          |
| H. Dawbarn        | 0                       | 0                       | 0                       | 0                       | ?              | -              | -              | -              | 2                     | 0                     | 0                     | 0                     | 2+       | 0      | 0           | 0          |
| L. Evans          | 18                      | 1                       | 0                       | 0                       | ?              | -              | -              | -              | 6                     | 1                     | 0                     | 0                     | 24+      | 2      | 0           | 0          |
| M. Filis          | 1                       | 0                       | 0                       | 0                       | ?              | -              | -              | -              | 2                     | 0                     | 0                     | 0                     | 3+       | 0      | 0           | 0          |
| R. Grant          | 2                       | 0                       | 0                       | 0                       | ?              | -              | -              | -              | 2                     | 1                     | 0                     | 0                     | 4+       | 1      | 0           | 0          |
| A. Hazard         | 2                       | 0                       | 0                       | 0                       | ?              | -              | -              | -              | 2                     | 0                     | 0                     | 0                     | 4+       | 0      | 0           | 0          |
| T. Kemme          | 3                       | 0                       | 0                       | 0                       | ?              | -              | -              | -              | -                     | -                     | -                     | -                     | 3+       | 0      | 0           | 0          |
| A. Kuyken         | 7                       | 0                       | 0                       | 0                       | ?              | -              | -              | -              | 3                     | 0                     | 0                     | 0                     | 10+      | 0      | 0           | 0          |
| K. Little         | 14                      | 8                       | 0                       | 0                       | ?              | -              | -              | -              | 5                     | 3                     | 0                     | 0                     | 19+      | 11     | 0           | 0          |
| K. McCabe         | 20                      | 5                       | 2                       | 0                       | ?              | -              | -              | -              | 7                     | 5                     | 0                     | 0                     | 27+      | 10     | 2           | 0          |
| B. Mead           | 19                      | 7                       | 2                       | 0                       | ?              | -              | -              | -              | 6                     | 1                     | 0                     | 0                     | 25+      | 8      | 2           | 0          |
| V. Miedema        | 20                      | 22                      | 2                       | 0                       | ?              | -              | -              | -              | 7                     | 9                     | 0                     | 0                     | 27+      | 31     | 2           | 0          |
| E. Mitchell       | 11                      | 1                       | 1                       | 0                       | ?              | -              | -              | -              | 3                     | 0                     | 0                     | 0                     | 14+      | 1      | 1           | 0          |
| J. Nobbs          | 8                       | 9                       | 0                       | 0                       | ?              | -              | -              | -              | 2                     | 0                     | 0                     | 0                     | 10+      | 9      | 0           | 0          |
| L. Paul           | -                       | -                       | -                       | -                       | ?              | -              | -              | -              | 1                     | 0                     | 0                     | 0                     | 1+       | 0      | 0           | 0          |
| P. Peyraud-Magnin | 13                      | -11                     | 0                       | 0                       | ?              | -              | -              | -              | 2                     | -1                    | 0                     | 0                     | 15+      | -12    | 0           | 0          |
| L. Quinn          | 19                      | 1                       | 0                       | 0                       | ?              | -              | -              | -              | 6                     | 0                     | 0                     | 0                     | 25+      | 1      | 0           | 0          |
| J. Samuelsson     | 8                       | 0                       | 0                       | 0                       | ?              | -              | -              | -              | 2                     | 0                     | 0                     | 0                     | 10+      | 0      | 0           | 0          |
| V. Schnaderbeck   | 5                       | 0                       | 0                       | 0                       | ?              | -              | -              | -              | -                     | -                     | -                     | -                     | 5+       | 0      | 0           | 0          |
| D. Van de Donk    | 19                      | 11                      | 3                       | 0                       | ?              | -              | -              | -              | 6                     | 2                     | 0                     | 0                     | 25+      | 13     | 3           | 0          |
| S. Van Veenendaal | 7                       | -2                      | 0                       | 0                       | ?              | -              | -              | -              | 5                     | -3                    | 0                     | 0                     | 12+      | -5     | 0           | 0          |
| K. Veje           | 8                       | 0                       | 1                       | 0                       | ?              | -              | -              | -              | 3                     | 0                     | 0                     | 0                     | 11+      | 0      | 1           | 0          |
| L. Wälti          | 12                      | 0                       | 1                       | 0                       | ?              | -              | -              | -              | 5                     | 0                     | 0                     | 0                     | 17+      | 0      | 1           | 0          |
| L. Williamson     | 19                      | 1                       | 1                       | 0                       | ?              | -              | -              | -              | 6                     | 1                     | 0                     | 0                     | 25+      | 2      | 1           | 0          |